# Gleis 22

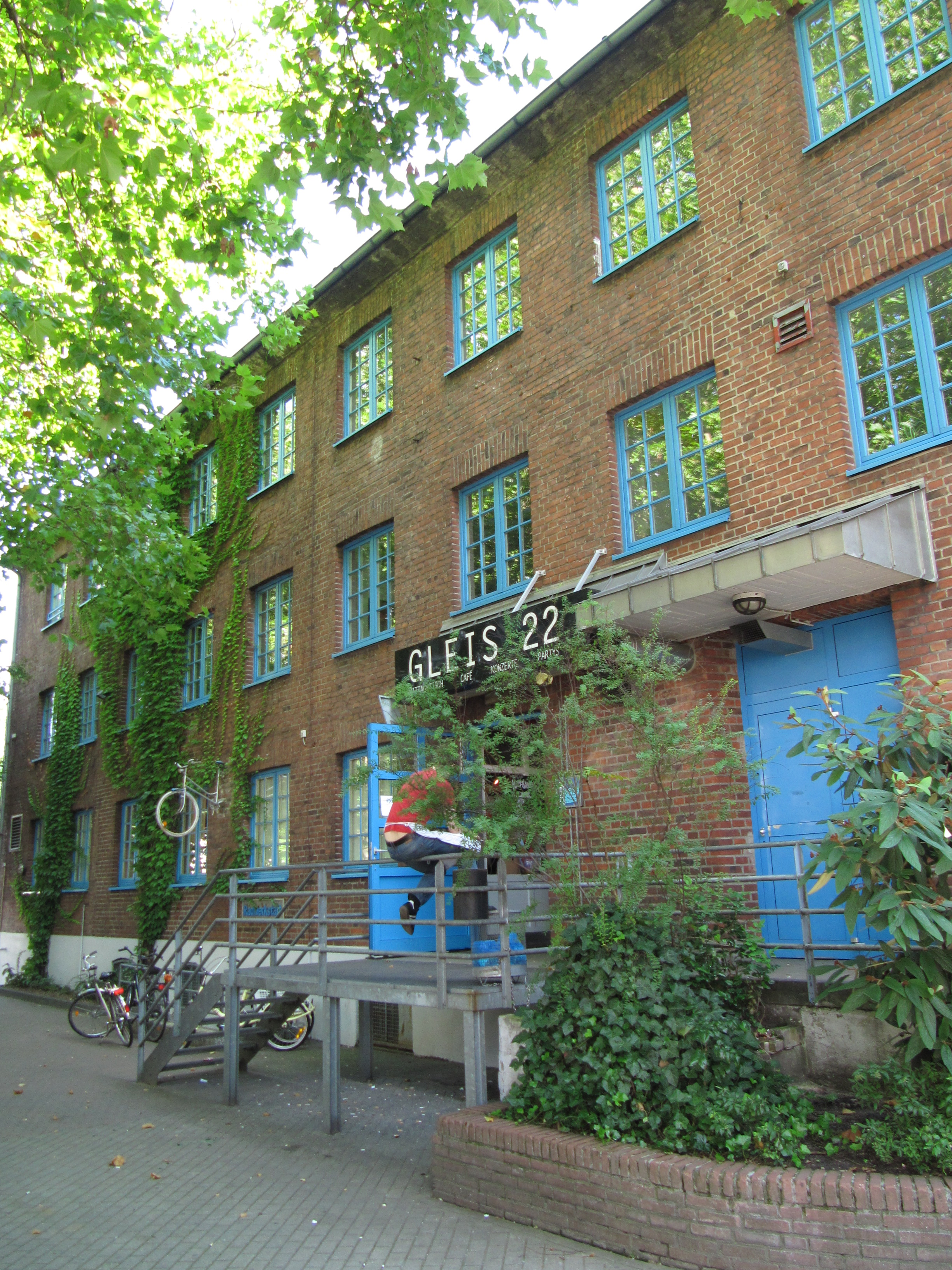
Gleis 22 (2010)

Gleis 22 ist ein alternativer Club im westfälischen Münster, der seit 1974 existiert. Seit 1987 finden dort regelmäßig Konzerte von Bands in kleinerem Rahmen statt, gelegentlich auch Lesungen. Das Gleis 22 fasst 300 Besucher. Es ist zentral gelegen, unweit vom Hauptbahnhof Münster. Das Konzertteam des Gleis 22 ist ehrenamtlich tätig.

## Geschichte

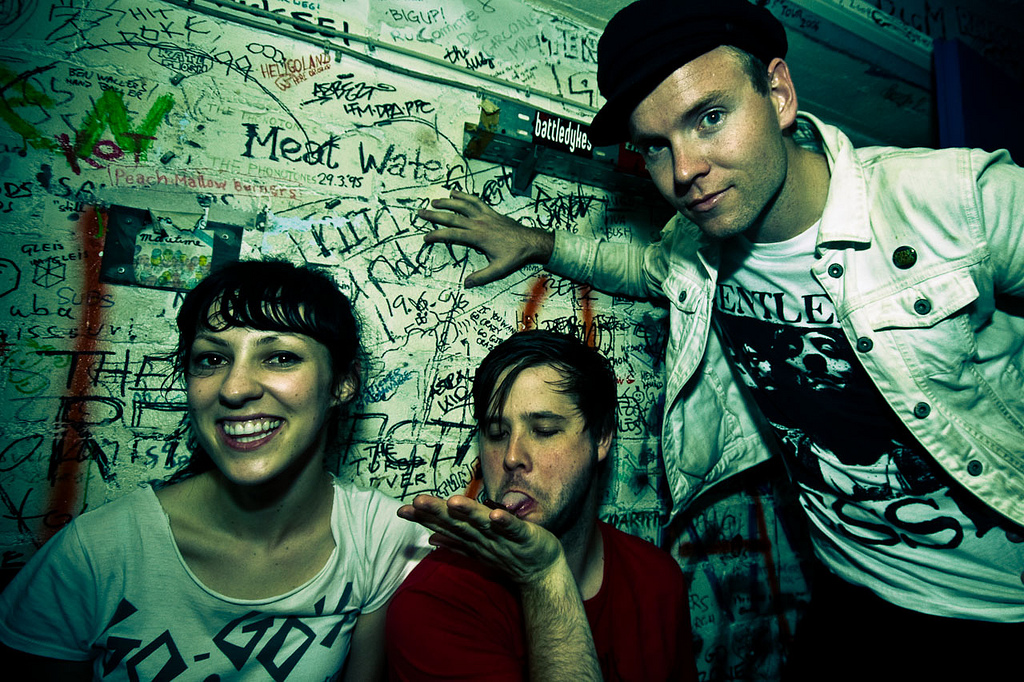
The White Wires (2010)

1974 eröffnete die Stadt Münster eine Beratungsstelle für Jugendliche und junge Menschen in einem alten Schwerlast-Lager der Deutschen Bahn an der Hafenstraße 34, dem heutigen Jib (Jugendinformations- und -bildungszentrum). Hier wurde das Fanzine Aardvark produziert. Seit dem Auftritt der US-amerikanischen Hardcore-Band Artless im Jahr 1987 finden dort regelmäßig Veranstaltungen statt. Zunächst noch im oberen Stockwerk beheimatet, befindet sich das Gleis 22 seit 1989 im Erdgeschoss des Gebäudes. In den Jahren zwischen 1987 und 2017 veranstaltete das Gleis 22 rund 2500 Konzerte, bei denen mehr als 4000 Bands auftraten. Viele der Künstler haben sich mit Graffiti im Backstageraum verewigt.

### Veranstaltungen

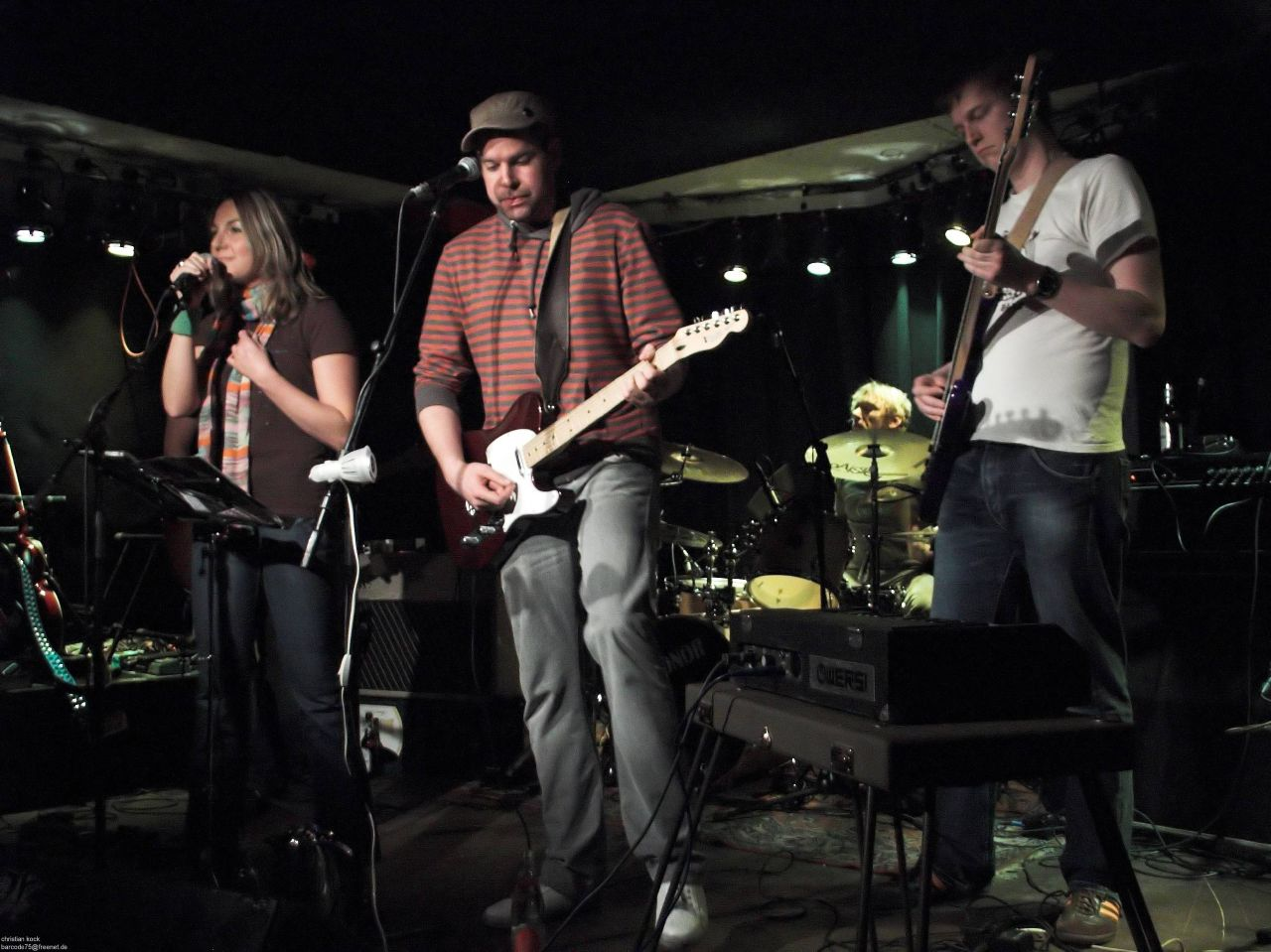
Stars of Track and Field (2007)

Das Gleis 22 spezialisiert sich hauptsächlich auf die Musikrichtungen Indie-Rock, Alternative Rock, Electro und generell Rockmusik. So spielten in dem Club schon bekannte Bands wie Blumfeld, Calexico, Deichkind, Deine Freunde, Der König tanzt, Dick Brave, Donots, Eskobar, Fehlfarben, Fischmob, Godspeed You! Black Emperor, Guided by Voices, Hot Water Music, Interpol, Japandroids, Jimmy Eat World, Kakkmaddafakka, Kettcar, Kraftklub, Mando Diao, Maximilian Hecker, Maxïmo Park, Motorpsycho, Muff Potter, Robin tom Rink, The Bollock Brothers, The Fall, The Gaslight Anthem, The Hives, The Kills, The National, The Notwist, The Shins, Tocotronic, Tomte, Turbonegro und TV on the Radio.

### Aufnahme von Musikproduktionen
Die Band Angelika Express nahm ihr Album Pornographie: Eine Nacht mit Angelika Express im Gleis 22 im Club auf. Ebenso zeichnete die US-amerikanische Band Joan of Arc das Album Live in Muenster 2003 im Gleis 22 auf.

## Auszeichnungen
Das Gleis 22 wird regelmäßig zum besten Musikclub Deutschlands gewählt. Bei der Leserumfrage der Musikzeitschrift Intro wurde das Gleis 22 in den Jahren 2004, 2008, 2012, 2016 und 2017 in der Kategorie Bester Club Deutschlands ausgezeichnet. In den Zwischenjahren konnte sich der Club regelmäßig in den Top Ten platzieren. Im Jahr 2013 konnte der Club den dritten Platz hinter dem Berliner Berghain und dem Hamburger Molotow erreichen.
Die Band Muff Potter widmete dem Club den Song 22 Gleise Später, 2009 auch ihre Abschiedssplit EP mit 23 Gleise später.